# Geoff Walker (Curler)
Geoff Walker (* 28. November 1985 in Beaverlodge, Alberta) ist ein kanadischer Curler. Derzeit spielt er als Second im Team von Skip Brad Gushue.
Walker spielte zunächst im Team von Charley Thomas. Es gewann 2006 für die Provinz Alberta die kanadischen Juniorenmeisterschaft und trat daraufhin für Kanada bei der Juniorenweltmeisterschaft 2006 an, die ebenfalls gewonnen wurde. Im darauffolgenden Jahr durfte Walker aus Altersgründen nicht mehr an der kanadischen Juniorenmeisterschaft teilnehmen. Trotzdem war er bei der Juniorenweltmeisterschaft 2007 dabei, da das Team Thomas die kanadische Juniorenmeisterschaft gewonnen hatte und Gallant wegen einer anderen Altersregelung als Alternate zur Weltmeisterschaft mitnehmen konnte; das Team gewann die Goldmedaille. Nach seiner Zeit als Junior spielt Gallant zunächst im Team von Kurt Balderstron als Second. Später gründete er als Skip ein eigenes Team, das 2011 bei der Meisterschaft der Provinz Alberta (Boston Pizza Cup) bis ins Halbfinale kam.
Nach der Saison 2010/2011 wechselte Walker als Lead zum Team von Brad Gushue. Mit diesem für die Provinz Neufundland und Labrador antretenden Team gewann er 2017 die kanadische Meisterschaft The Brier (nach einem zweiten Platz 2016). Als Sieger der Landesmeisterschaft vertrat er mit dem Team Gushue Kanada bei der Weltmeisterschaft 2017. Das Team gewann sämtliche Spiele und wurde Weltmeister. 2018 konnte Walker mit dem Team Gushue den Titel bei den kanadischen Meisterschaften verteidigen und trat erneut für Kanada bei der Weltmeisterschaft 2018 an. Nach einem dritten Platz in der Round Robin, einem Sieg gegen die USA (Skip: Rich Ruohonen) im Qualifikationsspiel und gegen Schottland (Skip: Bruce Mouat) im Halbfinale kam es zu einer Neuauflage der Finalpaarung des Vorjahres. Dort mussten sich die Kanadier dem schwedischen Team von Niklas Edin mit 3:7 geschlagen geben und sich mit der Silbermedaille begnügen.